# هنري مكنمارا
هنري مكنمارا (بالإنجليزية: Henry McNamara)‏‏ (9 ديسمبر 1934 - 27 أغسطس 2018) هو سياسي من الحزب الجمهوري الأمريكي، وقد خدمَ في مجلس شيوخ ولاية نيوجيرسي في الفترة ما بين 1985 حتى 2008، حيثُ كان يُمثل الدائرة التشريعية الأربعين في مجلس الشيوخ، كما كان أيضًا عضوًا في لجنة البيئة التابعة لمجلس الشيوخ ولجنة النقل.